# Polyortha evestigana
Polyortha evestigana es una especie de polilla de la familia Tortricidae. Se encuentra en El Salvador.